# Візіл
Візі́л (рос. Визил) — присілок у складі Сюмсинського району Удмуртії, Росія.
Населення — 13 осіб (2010; 30 в 2002).
Національний склад (2002):
- удмурти — 90 %

## Урбаноніми[3]
- вулиці — Пісочна